# Strategy (노래)
"Strategy"는 대한민국의 걸 그룹 트와이스가 부르고 미국의 래퍼 메건 디 스탤리언이 피처링한 노래이다. 이 곡은 2024년 12월 6일 트와이스의 열네 번째 미니 음반 Strategy의 리드 싱글로 발매되었다. 보이 매튜스, 클리오 타이, 메건 디 스탤리언(메건 피트로 표기)이 작사하고, 이어택, 매튜스, 타이, 이우현이 작곡했다.
"Strategy"의 솔로 버전도 Strategy에 포함되었으며, 리믹스 EP인 Strategy 2.0은 2024년 12월 18일에 발매되었다. 솔로 버전은 이후 2025년 6월 20일 발매된 영화 케이팝 데몬 헌터스의 사운드트랙에 포함되었다. 빌보드 글로벌 200에서 48위, 대한민국 써클 디지털 차트에서 112위를 기록했다. 또한 캐나다, 홍콩, 일본, 말레이시아, 싱가포르 차트에 진입했으며 대만에서는 톱 10에 들었다. 미국에서는 버블링 언더 핫 100 차트에 3위로 데뷔했다.

## 평가
"Strategy"는 롤링 스톤 코리아에 의해 2024년 최고의 글로벌 협업 중 하나로 선정되었으며, "걸크러쉬 매력이 가득한 곡"으로 평가받았다. IZM의 임동엽은 이 곡에 별 5개 중 3개를 주며 레트로 사운드와 감각적인 비트 활용을 강조했다.
| 전문가 평가 | 전문가 평가 |
| 평가 점수   | 평가 점수   |
| 출처        | 점수        |
| ----------- | ----------- |
| IZM         | [ 4 ]       |

## 수상
| 프로그램 | 날짜             | Ref.  |
| -------- | ---------------- | ----- |
| 뮤직뱅크 | 2024년 12월 13일 | [ 5 ] |

## 곡 목록
- 디지털 다운로드 및 스트리밍 – Strategy 2.0

1. "Strategy" (버전 1.0) – 3:05
2. "Strategy" (Slom 리믹스) – 2:42
3. "Strategy" (하우스) – 3:00
4. "Strategy" (뭄바톤) – 2:55
5. "Strategy" (연주곡) – 2:46

## 차트

### 주간 차트
| 차트 (2024–2025)                          | 최고 순위 |
| ----------------------------------------- | --------- |
| 캐나다 (캐나디안 핫 100)                  | 97        |
| 빌보드 글로벌 200 (《빌보드》)            | 48        |
| 홍콩 (빌보드)                             | 14        |
| 일본 (재팬 핫 100)                        | 57        |
| 일본 (재팬 핫 100) 솔로 버전              | 43        |
| 일본 통합 싱글 (오리콘)                   | 29        |
| 말레이시아 (빌보드)                       | 19        |
| 말레이시아 인터내셔널 (RIM)               | 14        |
| 뉴질랜드 핫 싱글 (RMNZ)                   | 8         |
| 필리핀 (필리핀 핫 100)                    | 25        |
| 싱가포르 (RIAS)                           | 15        |
| 대한민국 (써클)                           | 112       |
| 대만 (빌보드)                             | 6         |
| 미국 버블링 언더 핫 100 싱글 (《빌보드》) | 3         |
| 미국 팝 송 (《빌보드》)                   | 37        |

### 월간 차트
| 차트 (2024)     | 순위 |
| --------------- | ---- |
| 대한민국 (써클) | 135  |

## 발매 역사
| 지역      | 날짜             | 형식                     | 버전                       | 레이블       | Ref.          |
| --------- | ---------------- | ------------------------ | -------------------------- | ------------ | ------------- |
| 여러 지역 | 2024년 12월 6일  | 디지털 다운로드 스트리밍 | 솔로 메건 디 스탤리언 버전 | JYP 리퍼블릭 | [ 21 ]        |
| 미국      | 2024년 12월 10일 | 컨템포러리 히트 라디오   | 메건 디 스탤리언 버전      | JYP 리퍼블릭 | [ 22 ]        |
| 미국      | 2024년 12월 11일 | 디지털 다운로드          | Strategy 2.0 EP            | JYP 리퍼블릭 | [ 23 ] [ 24 ] |
| 여러 지역 | 2024년 12월 18일 | 디지털 다운로드 스트리밍 | Strategy 2.0 EP            | JYP 리퍼블릭 | [ 25 ]        |

## 같이 보기
- 2024년 뮤직뱅크 1위 수상자 목록